# Station Berlin-Staaken
Station Berlin-Staaken is een spoorwegstation in Berlin-Staaken in de Duitse stad Berlijn. Het station werd in 1900 geopend en lag aan de spoorlijn Berlin-Lehrte. Deze lijn liep al 30 jaar door Staaken, maar stopte er dus nooit. 
Er stoppen twee treinen aan het station, de RE 4 en de RB 21.